# Il più comico spettacolo del mondo
Il più comico spettacolo del mondo è un film italiano del 1953 diretto da Mario Mattoli.
È uno dei primi film tridimensionali italiani (ma non il primo, primato che spetta a Nozze vagabonde del 1936), ridistribuito quasi immediatamente in versione 2-D. Il film è la parodia di Il più grande spettacolo del mondo (1952) di Cecil B. DeMille.

## Trama

Una scena del film

Un clown di nome Tottons del circo Togni, obbligato a non struccarsi mai per non svelare la sua identità, viene perseguitato continuamente dalle gelosie di tre donne (una domatrice di leoni, una fantasista, una trapezista) e anche dalle indagini di un poliziotto.
La trama è un chiaro pretesto per una serie di numeri tratti dalle riviste di Totò (come quello del parrucchiere omosessuale e della massaggiatrice).

## Parodia
Essendo una parodia non potevano mancare riferimenti al film di De Mille: Bastian Alberto Sorrentino cadendo dal trapezio si ferisce alla mano (rimanendo paralizzata, riferimento all'episodio di Sebastian Cornel Wilde) e non può più lavorare come trapezista, di conseguenza gli suggeriscono (appendendogli dei palloncini colorati alle dita rattrappite) di fare il venditore di gadget sugli spalti del Circo.

## Cast
Nel pubblico del circo si possono riconoscere Aldo Fabrizi, Silvana Mangano, Anthony Quinn, Carlo Croccolo, Carlo Campanini e Isa Barzizza.

## Produzione
Il film viene girato in 3-D con il sistema Podelvision, appositamente brevettato da Carlo Ponti e Dino De Laurentiis per l'occasione.
Il più comico spettacolo del mondo non è tuttavia il primo film italiano stereoscopico in assoluto, dal momento che il primato spetta al film Nozze vagabonde del 1936, il vero primo film italiano 3-D, oltre che il primo film in assoluto a venire girato con il sistema delle lenti polarizzate e il primo film stereoscopico sonoro.
Nel 2011, dopo due anni di restauro, il film è stato presentato da Aurelio De Laurentiis al VI Festival Internazionale del film di Roma. Il restauro è stato difficile per l'alta infiammabilità delle vecchie pellicole e la necessità di ricostruire le parti logorate.
Nel 2019 viene distribuita in formato Blu-ray l'edizione restaurata, andando subito fuori catalogo. Nel 2021 il film torna disponibile in versione Blu-ray.